# San Vito al Tagliamento

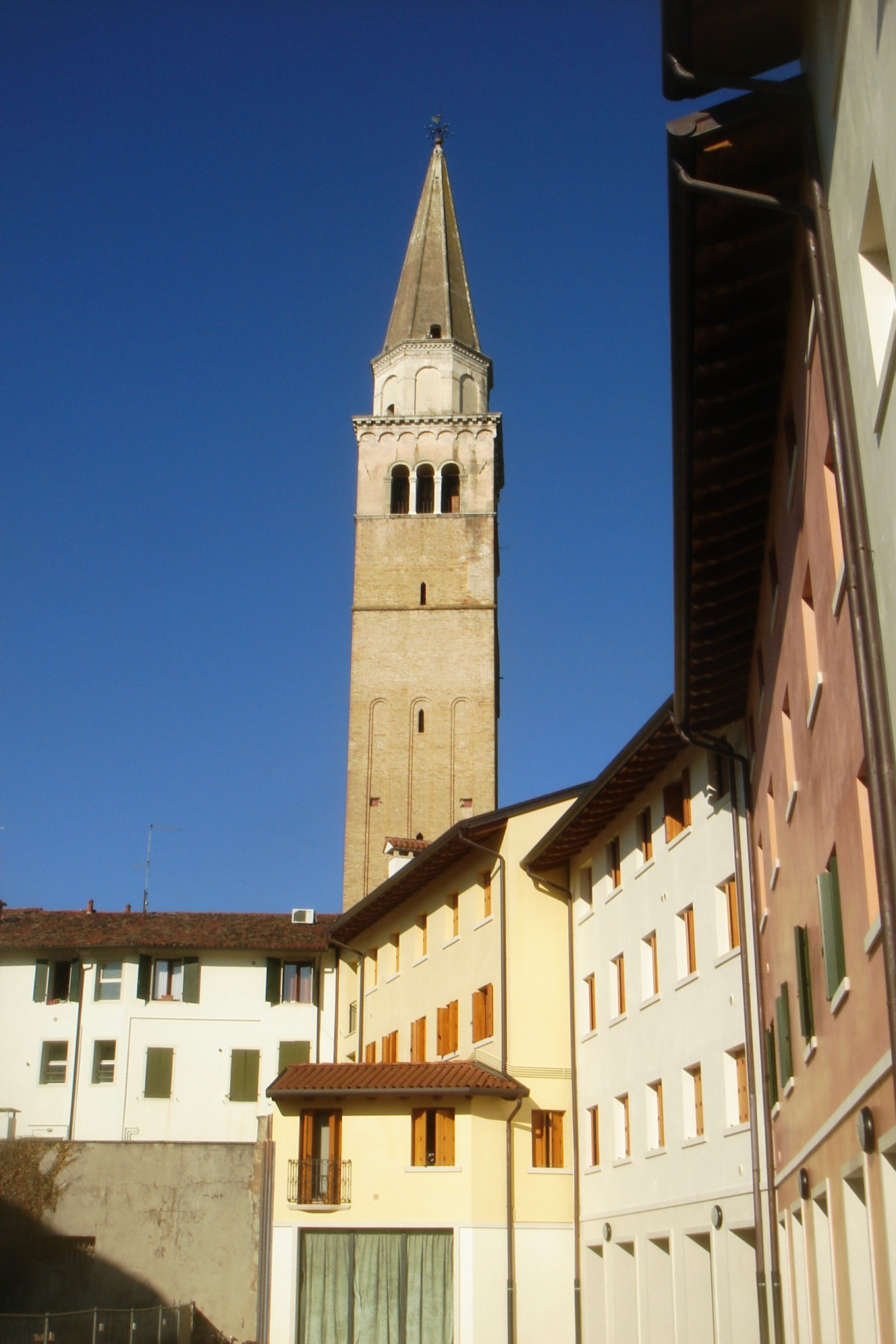
San Vito al Tagliamento

San Vito al Tagliamento is een gemeente in de Italiaanse regio Friuli-Venezia Giulia en telt 13.686 inwoners (31-12-2004). De oppervlakte bedraagt 60,7 km², de bevolkingsdichtheid is 222 inwoners per km².

## Demografie
San Vito al Tagliamento telt ongeveer 5434 huishoudens. Het aantal inwoners steeg in de periode 1991-2001 met 6,4% volgens cijfers uit de tienjaarlijkse volkstellingen van ISTAT.
| Jaar | Inwoneraantal |
| ---- | ------------- |
| 1991 | 12.511        |
| 2001 | 13.316        |

## Geografie
De gemeente ligt op ongeveer 30 meter boven zeeniveau.
San Vito al Tagliamento grenst aan de volgende gemeenten: Camino al Tagliamento (UD), Casarsa della Delizia, Chions, Codroipo (UD), Fiume Veneto, Morsano al Tagliamento, Sesto al Reghena, Valvasone.

## Geboren
- Riccardo Cassin (1909-2009), bergbeklimmer
- Devis Miorin (1976), wielrenner
- Bryan Cristante (1995), voetballer